# Российский государственный архив экономики
Российский государственный архив экономики (РГАЭ) — федеральный государственный архив, хранящий документацию экономического профиля за 1898–2018 годы общим объёмом  более 5 миллионов единиц хранения, объединённых в 2320 архивных фондов.

## История
Создан в 1961 году как Центральный государственный архив народного хозяйства СССР, с 1992 года носит современное название – РГАЭ.
Располагается по адресу: Москва, Большая Пироговская улица, д. 17.
Основу документального собрания архива составляют документы центральных министерств и ведомств СССР за 1917–1991 годы.
Имеется также комплекс личных фондов видных деятелей народного хозяйства СССР и учёных-экономистов.
С 2013 года функционирует официальный сайт.